# متیلن‌دی‌اکسی‌دی‌متیل‌آمفتامین
متیلن‌دی‌اکسی‌دی‌متیل‌آمفتامین (به انگلیسی: Methylenedioxydimethylamphetamine) با فرمول شیمیایی C۱۲H۱۷NO۲ یک ترکیب شیمیایی است؛ که جرم مولی آن ۲۰۷٫۲۷ g/mol می‌باشد.